# Monte Carlo Masters 2010
Il Monte Carlo Masters 2010, noto anche come Monte Carlo Rolex Masters 2010 per motivi di sponsorizzazione, è stato un torneo di tennis maschile che si è giocato dall'10 al 18 aprile 2010 sulla terra rossa. È stata la 103ª edizione del Monte Carlo Masters, sponsorizzato dalla Rolex, e facente parte dell'ATP World Tour Masters 1000 dell'ATP World Tour 2010. Si è giocato nel Monte Carlo Country Club a Roquebrune-Cap-Martin in Francia, vicino a Monte Carlo nel Principato di Monaco.

## Partecipanti

### Teste di serie
| Giocatore           | Nazionalità     | Ranking* | Testa di serie |
| ------------------- | --------------- | -------- | -------------- |
| Novak Đoković       | Serbia          | 2        | 1              |
| Rafael Nadal        | Spagna          | 3        | 2              |
| Andy Murray         | Regno Unito     | 4        | 3              |
| Marin Čilić         | Croazia         | 9        | 4              |
| Jo-Wilfried Tsonga  | Francia         | 10       | 5              |
| Fernando Verdasco   | Spagna          | 12       | 6              |
| Michail Južnyj      | Russia          | 13       | 7              |
| Ivan Ljubičić       | Croazia         | 14       | 8              |
| Juan Carlos Ferrero | Spagna          | 15       | 9              |
| Tomáš Berdych       | Repubblica Ceca | 16       | 10             |
| David Ferrer        | Spagna          | 17       | 11             |
| Tommy Robredo       | Spagna          | 22       | 12             |
| Stan Wawrinka       | Svizzera        | 23       | 13             |
| Juan Mónaco         | Argentina       | 24       | 14             |
| Jürgen Melzer       | Austria         | 28       | 15             |
| Marcos Baghdatis    | Cipro           | 30       | 16             |

* Ranking e teste di serie al 5 aprile 2010.

### Altri partecipanti
Giocatori che hanno ricevuto una wild card:
- Simone Bolelli
- Richard Gasquet
- Andy Murray
- Bernard Tomić

Giocatori passati dalle qualificazioni:

- Thiemo de Bakker
- Oleksandr Dolhopolov Jr.
- Daniel Gimeno Traver
- Andrej Golubev
- Marcel Granollers
- Peter Luczak
- Jarkko Nieminen

### Assenze notevoli
I seguenti giocatori hanno rinunciato al torneo per diverse ragioni:
- Nikolaj Davydenko (infortunio al polso)
- Juan Martín del Potro (infortunio al polso)
- Tommy Haas (operazione al fianco)
- Lleyton Hewitt
- Ivo Karlović
- Gaël Monfils (infortunio alla mano)
- Robin Söderling (infortunio al ginocchio)

## Campioni

### Singolare
Rafael Nadal ha battuto in finale  Fernando Verdasco con il punteggio di 6–0, 6–1.

### Doppio
Daniel Nestor /  Nenad Zimonjić hanno battuto in finale  Mahesh Bhupathi /  Maks Mirny con il punteggio di 6–3, 2–0 rit.